# Gaykrant
De Gaykrant is een Nederlandse website voor homomannen, lesbische vrouwen, biseksuelen en transgenders (lhbt'ers) die in 2017 werd gelanceerd als opvolger van het tijdschrift Gay Krant, dat in 2013 voor het laatst verscheen.
De nieuwe Gaykrant verschilt op diverse punten van de oude Gay Krant: in de eerste plaats door de naam die als één woord, in plaats van twee losse woorden wordt geschreven. Voorts is de nieuwe Gaykrant alleen online beschikbaar, terwijl de oude Gay Krant in gedrukte vorm (afwisselend als tabloid en als tijdschrift) verscheen. Anders dan de vroegere krant heeft het nieuwe medium geen winstoogmerk.

## Oorsprong en ontwikkeling
De oorspronkelijke Gay Krant startte in 1980 met Henk Krol als hoofdredacteur en de Best Publishing Group als uitgever. Begin 2013 werd faillissement aangevraagd, waarna Winq Media (van de gelijknamige glossy), Gay Group (van onder meer de website Gay.nl) en televisiezender OUTtv de Gay Krant en de bijbehorende website overnamen. De Gay Krant verscheen toen eerst als gecombineerde uitgave met Winq onder de naam Winq|Gaykrant, maar na een half jaar verdween het toevoegsel Gaykrant weer.
Op 16 augustus 2017 werd de Gaykrant opnieuw gelanceerd door de Amsterdamse mediaondernemers Hans Prummel en Richard Otto. Zij wilden de bekende naam laten voortleven, mede omdat de homo-emancipatie door geweldsincidenten opnieuw onder druk staat. Bovendien was het voornemen om alle edities van de vroegere Gay Krant te digitaliseren en online beschikbaar te maken. Als ambassadeurs van de nieuwe Gaykrant fungeerden onder meer radio-dj Barry Paf, voorzitter van de Stichting Amsterdam Gaypride Frits Huffnagel en EenVandaag-journalist Lammert de Bruin.
De heroprichting van de Gaykrant leidde tot een conflict met Winq-uitgever Media MANsion die claimde nog steeds eigenaar van de Gay Krant te zijn, ondanks dat deze naam bij het merkenregister vrij was en daardoor kon worden ondergebracht bij de nieuwe Stichting Gaykrant van Hans Prummel. Pogingen om tot een vergelijk te komen mislukten. Hierdoor moest de nieuwe Gaykrant aanvankelijk de domeinnaam www.degaykrant.nl gebruiken, maar na het faillissement van Media MANsion in oktober 2019 kon het oorspronkelijke webadres www.gaykrant.nl overgenomen worden.
Aanvankelijk was Hans Prummel de hoofdredacteur van de Gaykrant. Hij werd in juli 2020 voorlopig opgevolgd door Paul Hofman, die tot dan toe de adjunct-hoofdredacteur was. In februari 2021 wisselde hij van functie met adjunct-hoofdredacteur Rick van der Made, die daarmee hoofdredacteur van de Gaykrant werd. Op 20 mei 2023 droeg Van der Made zijn functie over aan Ronald Mol die tot dan toe adjunct-hoofdredacteur en redacteur politiek was.

## Inhoud en activiteiten
Op de website van de Gaykrant zijn onder meer geselecteerde nieuwsberichten, opiniestukken, achtergrondartikelen, verhalen en cartoons te vinden. Tot de auteurs behoren ook enkele oud-medewerkers van de vroegere Gay Krant. Daarnaast zijn er columns, onder meer door oud-politicus Coos Huijsen en dichter Rick van der Made.
In oktober 2018 kreeg de Gaykrant als eerste "roze" medium een eigen voetbalverslaggever om daarmee een brug te slaan tussen de homowereld en de voetbalwereld. De noodzaak daartoe bleek onder meer een jaar later, toen KNVB-voorzitter Michael van Praag in de Gaykrant zei dat clubs uit het betaald voetbal homoseksuele spelers afraden om uit de kast te komen.
Op 3 augustus 2019 voer de nieuwe Gaykrant voor het eerst mee in de jaarlijkse Canal Parade van Pride Amsterdam met als slogan "Het grootste LHBT+ platform van NL". Het aantal unieke bezoekers van de website is ca. 40.000 per maand, en medio 2020 was het instagramaccount van de Gaykrant met 26.800 volgers het grootste sociale mediakanaal voor de betreffende doelgroep.
In januari 2020 werd een samenwerking aangegaan met IHLIA LGBT Heritage om extra aandacht te besteden aan de lhbt-geschiedenis.
Op 27 juni 2021 ging de website van de Gaykrant tijdelijk "op zwart" tijdens de EK-wedstrijd van Nederland tegen Tsjechië die werd gespeeld in Boedapest. Dit was een protest tegen de recent aangenomen Hongaarse wet tegen de promotie van homoseksualiteit en geslachtsveranderingen onder jongeren onder de 18.